# Wallonia Association Namur (173)
Maillots
Dernière mise à jour : 14 novembre 2020.
Le Royal Wallonia Association Namur était un club omnisports belge localisé à Namur fondé en 1915. La section football de ce club a été la plus connue. Elle a évolué en Division 2 nationale durant la saison 1933-1934. Porteur du matricule 173, le club jouait en jaune et noir. 
Au total, le matricule 173 a joué 7 saisons en séries nationales.
De nos jours seule subsiste une section de marche créée en 1973.

## Repères historiques
- 1915 : fondation de WALLONIA ASSOCIATION NAMUR avec l'envie de créer un grand club omnisports.
- 1922 : 20/03/1922, affiliation de la section "football" de WALLONIA ASSOCIATION NAMUR à l'URBSFA.
- 1926 : décembre, WALLONIA ASSOCIATION NAMUR se voit attribuer le matricule 173.
- 1940 : reconnu "Société Royale, WALLONIA ASSOCIATION NAMUR (173) adapte son nom en ROYAL WALLONIA ASSOCIATION NAMUR (173).
- 1941 : 29/07/1941, ROYAL WALLONIA ASSOCIATION NAMUR (173) "fusionne" avec SOCIETE ROYALE NAMUR SPORTS (156) pour former UNION ROYALE NAMUR (156). Attention, il s'agit d'une absorption ou d'un rapprochement mais pas d'une fusion officielle, car selon les règlements en vigueur à cette époque, le club fusionné aurait reçu un nouveau numéro de matricule proche de "2950".

## Refondation
Le 19 mai 1941, alors qu'un rapprochement se précise avec la SR Namur Sports, des opposants à cette absorption fondent un nouveau club qu'ils nomment Wallonia Association Namur. Ce club s'affilie à l'URBSFA qui lui attribue le matricule 3625.

## Classements en séries nationales
Statistiques clôturés, club disparu

### Bilan
| Niv | Divisions     | Jouées | Titres | TM Up | TM Down |
| --- | ------------- | ------ | ------ | ----- | ------- |
| I   | 1re nationale | 0      | 0      |       |         |
| II  | 2e nationale  | 1      | 0      |       |         |
| III | 3e nationale  | 6      | 1      |       |         |
| IV  | 4e nationale  | 0      | 0      |       |         |
| V   | 5e nationale  | 0      | 0      |       |         |
|     |               |        |        |       |         |
|     | TOTAUX        | 7      | 1      | 0     | 0       |

- TM Up : test-match pour départager des égalités, ou toutes formes de Barrages ou de Tour final pour une montée éventuelle.
- TM Down : test-match pour départager des égalités, ou toutes formes de Barrages ou de Tour final pour le maintien.

### Saisons
| Ordre             | Saison  | Nom du club                                                                                           | Niveau                                                                                                | Classement final                                                                                      | Remarques                                                                                             |
| ----------------- | ------- | --- | --- | --- | --- |
| 1                 | 1930-31 | Wallonia Association Namur                                                                            | Promotion (D3) série C                                                                                | 14e/14                                                                                                | [ saisons 1 ]                                                                                         |
| 2                 | 1931-32 | Wallonia Association Namur                                                                            | Promotion (D3) série C                                                                                | 2e/14                                                                                                 | [ saisons 2 ]                                                                                         |
| 3                 | 1932-33 | Wallonia Association Namur                                                                            | Promotion (D3) série C                                                                                | 1er/14                                                                                                | Champion et promu!                                                                                    |
| 4                 | 1933-34 | Wallonia Association Namur                                                                            | Division 1 (D2) série B                                                                               | 14e/14                                                                                                | Relégué!                                                                                              |
| 5                 | 1934-35 | Wallonia Association Namur                                                                            | Promotion (D3) série C                                                                                | 7e/14                                                                                                 | |
| 6                 | 1935-36 | Wallonia Association Namur                                                                            | Promotion (D3) série A                                                                                | 13e/14                                                                                                | Relégué!                                                                                              |
| séries régionales |         | | | | |
| 7                 | 1938-39 | Wallonia Association Namur                                                                            | Promotion (D3) série B                                                                                | 13e/14                                                                                                | Relégué!                                                                                              |
| séries régionales |         | | | | |
| X                 | 1941    | Rapprochement avec Namur Sports, le club démissionne de la Fédération et son matricule 173 est radié. | Rapprochement avec Namur Sports, le club démissionne de la Fédération et son matricule 173 est radié. | Rapprochement avec Namur Sports, le club démissionne de la Fédération et son matricule 173 est radié. | Rapprochement avec Namur Sports, le club démissionne de la Fédération et son matricule 173 est radié. |